# Иванова, Елизавета Фёдоровна (актриса)
Елизавета Фёдоровна Иванова (1750—1802) — русская актриса

.

## Биография
Об её детстве и отрочестве информации практически не сохранилось, да и прочие биографические сведения о ней весьма скудны и отрывочны; известно лишь, что Елизавета Иванова родилась в 1750 году и уже в шестнадцатилетнем возрасте, не имея никакого образования, играла на сцене Публичного театра в городе Москве (будущий Малый театр), в труппе, под руководством Николая Сергеевича Титова. Исполняла все главные роли в трагедиях, комедиях и драмах. Наиболее удачными её ролями того периода считаются Евгения («Евгения» Пьера Бомарше) и Ильмена («Синав и Трувор» Александра Петровича Сумарокова). После просмотра «Евгении», А. П. Сумароков дал весьма лестный отзыв об актёрском мастерстве Ивановой, что в итоге послужило толчком к её дальнейшей карьере.
Вскоре после эпидемии чумы в Москве и чумного бунта Елизавета Фёдоровна Иванова перешла на придворную сцену Петербургского Императорского театра Российской империи (с января 1773 года), где в 1774 году заняла место скончавшейся актрисы Татьяны Михайловны Троепольской и выступала до 1 января 1802 года, когда уволилась с сохранением жалованья в две тысячи рублей (такой большой пенсион получил до этого только И. А. Дмитревский; действующие актёры получали в то время от 350 рублей, а 900 рублей в год считалось очень неплохой зарплатой). Вместе с театральной актрисой Александрой Михайловной Каратыгиной-Колосовой, занимала ведущие роли в трагедиях и драмах (например, «Ненависть к людям и раскаяние») и считалась в своё время, по словам автора «Летописи русского театра» Пимена Николаевича Арапова, «чрезвычайно хорошею артисткою». Иванова стала одной из первых артисток, решившихся выступать на сцене в мужской одежде.
Елизавета Фёдоровна Иванова умерла в 1803 году.